# Hikari no Ō
Hikari no Ō (火狩りの王?  lit. El rey cazador de fuego), también conocida como The Fire Hunter en inglés, es una serie de novelas de fantasía japonesa escritas por Rieko Hinata e ilustradas por Akihiro Yamada. Holp Shuppan ha publicado cuatro volúmenes entre diciembre de 2018 y septiembre de 2020. Se ha anunciado una adaptación televisiva de anime por el estudio Signal.MD. Una segunda temporada ha sido anunciada.

## Sinopsis
En un futuro lejano, una calamidad ha cambiado la fisiología humana de modo que los humanos arden instantáneamente en presencia de fuego. Como resultado, la civilización humana colapsó hasta que descubrieron una fuente de combustible alternativa derivada de la sangre de los demoníacos Demonios del Fuego. Como resultado, se forma la élite de los Cazadores de Fuego, cuyo único propósito es cazar a los Demonios del Fuego y cosechar su sangre, impulsando una nueva revolución industrial.
Touko, una joven que vive en una aldea remota, se adentra en el bosque y se topa con una batalla entre un Cazador de Fuego y un Demonio de Fuego. El Cazador de Fuego resulta mortalmente herido salvando a Touko, y sus últimas palabras le dicen el nombre de su perro, Kanata. Debido a que es responsable de la muerte del Cazador de Fuego, su aldea le encarga a Touko que se lleve a Kanata y las pertenencias del Cazador de Fuego asesinado a la Capital y se las devuelva a su familia. Sintiéndose responsable también, Touko se embarca en un largo y peligroso viaje hacia la capital para cumplir con su deber.

## Personajes
Tōko (灯子?)
 Seiyū: Misaki Kuno
Kōshi (煌四?)
 Seiyū: Shōya Ishige
Akira (明楽?)
 Seiyū: Maaya Sakamoto
Kira (綺羅?)
 Seiyū: Saori Hayami
Roroku (炉六?)
 Seiyū: Yoshimasa Hosoya
Hinako (緋名子?)
 Seiyū: Megumi Yamaguchi
Kun (クン?)
 Seiyū: Sachi Kokuryu
Shōzō (照三?)
 Seiyū: Chiaki Kobayashi
Kaho (火穂?)
 Seiyū: Makoto Koichi
Yuoshichi (油百七?)
 Seiyū: Kenta Miyake
Hibana (火華?)
 Seiyū: Kaori Nazuka
Takimi (焚三?)
 Seiyū: Mamoru Miyano
Haijū (灰十?)
 Seiyū: Shin-ichiro Miki
Benio (紅緒?)
 Seiyū: Yūko Hara
Hotaru (ほたる?)
 Seiyū: Yume Miyamoto
Sakuroku (炸六?)
 Seiyū: Shun'ichi Maki
Enzen (炎千?)
 Seiyū: Yōji Ueda
Hitō (火十?)
 Seiyū: Ryūnosuke Watanuki
Hibari (ひばり?)
 Seiyū: Akira Ishida
Yanagi (ヤナギ?)
 Seiyū: Sayaka Ohara
Kiri (キリ?)
 Seiyū: Yū Shimamura
Narrador (ナレーション Narēshon?)
 Seiyū: Yoshiko Sakakibara

## Contenido de la obra

### Novela
| Volúmenes de novelas publicadas | Volúmenes de novelas publicadas | Volúmenes de novelas publicadas |
| Número                          | Fecha de publicación            | ISBN                            |
| ------------------------------- | ------------------------------- | ------------------------------- |
| 1                               | 20 de diciembre de 2018         | ISBN 9784593100224              |
| 2                               | 20 de mayo de 2019              | ISBN 9784593100736              |
| 3                               | 12 de noviembre de 2019         | ISBN 9784593100743              |
| 4                               | 3 de septiembre de 2019         | ISBN 9784593102068              |

### Anime
Una adaptación televisiva a anime producida por el estudio Signal.MD se anunció el 5 de noviembre de 2020. El anime está dirigido por Junji Nishimura, con Mamoru Oshii supervisando y escribiendo el guion, Takuya Saito en el diseño de personajes y Kenji Kawai componiendo la música. Se estrenó el 14 de enero de 2023 en el canal de televisión Wowow. El tema de apertura es «Usotsuki» de Leo Ieiri, mientras que el tema de cierre es «Mada tooku ni iru» (まだ遠くにいる?  lit. Aún estás lejos) de Maaya Sakamoto. Crunchyroll obtuvo la licencia de la serie fuera de Asia.
Después del décimo y último episodio de la primera temporada, se anunció la producción de una segunda temporada. La segunda temporada se emitió desde el 14 de enero de 2024 hasta el 17 de marzo de 2024, y cuenta con 10 episodios.